# Papa Kalist
Ukupno su bila trojica pape imena Kalist.
- Kalist I. (217. – 222.)
- Kalist II. (1119. – 1124.)
- Kalist III. (1455. – 1458.)